# Szlovák Tájház (Békéscsaba)
A Szlovák Tájház a Munkácsy Mihály Múzeum állandó kiállító helye volt 2001-ig, majd a Szlovák Önkormányzat vette át. (5600 Békéscsaba, Garai János utca 21.)

## Leírása
1972-ben létesítették a Munkácsy Mihály Múzeum múzeumi tárgyaiból, valamint Békéscsaba és vidékén gyűjtött anyagból. Épülete a 19. században épült klasszicista stílusú felújított népi lakóház. Egy jómódú szlovák parasztgazda életmódját, lakáskultúráját mutatja be. E házban a gazdálkodás eszközeitől kezdve a tisztaszoba berendezéséig mindennel megismerkedhetünk. Értékesek a ház fából faragott, festett virágokkal díszített, dátumozott bútorai.

## Külső hivatkozások
- Szlovák Tájház, Békéscsaba Archiválva 2008. június 28-i dátummal a Wayback Machine-ben